# F.E.A.R. 3
F.E.A.R. 3 (стилизованное название — F.3.A.R.) — компьютерная игра в жанре шутера от первого лица с уклоном в хоррор, разработанная Day 1 Studios при содействии Monolith Productions. Игра является продолжением F.E.A.R. 2: Project Origin и третьей игрой в серии «F.E.A.R.». Издателем является Warner Bros. Interactive Entertainment. В России игру на PC издаёт Новый Диск, а на консолях Xbox 360 и PlayStation 3 игру издаёт 1C-SoftClub. Третья часть игры F.E.A.R была выпущена 21 июня 2011 года на PC-совместимые компьютеры и игровые консоли PlayStation 3 и Xbox 360. В России выпуск состоялся 23 июня 2011 года, а локализована игра была компанией «Новый Диск».

## Игровой процесс
«F.E.A.R. 3» представляет собой боевик от первого лица с элементами ужасов (survival horror), причём, по словам Дэ Торли (англ. Denny Thorley), основателя и президента Day 1 Studios, в игре должно быть «больше ужасов» по сравнению с оригиналом. В игре присутствует улучшенная система укрытий. В игре имеется совместный режим, можно играть как за Оперативника, так и за Пакстона Феттела, причём разработчики называют этот режим «кооперативом противостояния» — Оперативник и Пакстон Феттел являются врагами по отношению один к другому, доступна внутриигровая статистика, которая после прохождения каждого уровня подводится и сверяется между игроками. От результата в дальнейшем зависит не только улучшение характеристик героя, но и финальная концовка. Игра Оперативником аналогична первой части серии игр: отстрел врагов и замедление времени. Управляя Феттелом, нужно использовать телекинез, ошеломление врагов и телепатический контроль над ними. При активации bullet time, эффект воздействует на двух игроков одновременно.

## Сюжет
События триквела «F.E.A.R. 3» разворачиваются спустя девять месяцев после событий первых двух частей.
Оперативный сотрудник «Ф.Е.А.Р.» (англ. Point Man), протагонист первой части, был захвачен спецназом «Армахем Технолоджи» после крушения вертолёта UH-60 Black Hawk и помещён в тюрьму в Бразилии. Брат Оперативника Пакстон Феттел, антагонист первой части и теперь бесплотный дух, которого видит только Оперативник, подходит к камере, где солдаты «Армахема» избивают Оперативника, пытаясь выяснить где находится Джин Сун-Квон. Феттел вселяется в одного из солдат и сворачивает голову второму, Оперативник освобождает себя от наручников, ловит нож на лету и перерезает им горло солдату, в которого вселился Феттел. Оперативник ловит по рации одного из убитых охранников сигнал бедствия от Джин Сун-Квон и в сопровождении брата (хотя тот редко помогает ему) начинает прорываться наружу через отряды «Армахем». Выбравшись из тюрьмы, Оперативник с боем прорывается к одному из вертолётов «Армахем» и успевает запрыгнуть туда, когда тот уже взлетает. Там он видит довольно усмехающегося брата и идет к пилотам, одного из которых вырубает, а второго выкидывает из кабины, после чего сам садится за штурвал.
Когда вертолёт долетает до Фэйрпорта, в небе прокатывают волны неопределенного излучения, и вертолет падает прямо на гипермаркет на окраине города. Пробираясь сквозь магазин, Оперативник сталкивается с потерявшими рассудок жителями округа, так называемыми культистами. Яростно и фанатично настроенные против «Армахема» и протагониста, эти «зомби» пытаются избавиться от всех, кто им мешает, как выразился Феттел, «слушать Альму». Оперативник не без труда в конечном итоге добирается до Джин, которая прячется в подвале одного из заброшенных домов на окраине города. Она показывает ему запись с камер наблюдения из телестезического усилителя на Стилл-Айленд, запись которых хранилась около девяти месяцев. Внутри усилителя, до взятия в плен «Армахемом» находился сержант отряда «Дельта» Майкл Беккет, протагонист «F.E.A.R. 2: Project Origin», который после сексуального контакта с Альмой находится в невменяемом состоянии. Становится понятно, что волны неопределенного излучения, которые прокатываются по городу, нанося ему разрушения, это на самом деле предродовые схватки Альмы. Братья решают найти Беккета, чтобы остановить роды. В какой-то момент Джин похищают зомби прямо из под носа Оперативника, он пытается помочь ей, но новое землетрясение раскалывает земную поверхность и отделяет его от них. Феттел ехидно замечает, что от Джин больше проблем, чем она стоит. Оперативник сталкивается с силами клонов Реплики, которые теперь подчиняются исключительно «Армахему» — значит проект «Предвестник» наконец-то завершен. Джин удается сбежать от зомби и она намеревается встретиться с Оперативником у башни, но Сьерра 8.1, самый амбициозный из всех «фазовых командиров», берёт её в плен, резонно замечая, что протагонист придет за ней, ведь она ему как родня. Феттел пытается переубедить Оперативника тем, что она не родня им и у них есть более важные дела, но тот не слушает и идет спасать Джин. Уже у самой башни Оперативник и Сьерра встречаются лицом к лицу, и к большому удивлению самого командира, Оперативник побеждает. Солдат «Армахем» охватывает паника, чему Феттел довольно злорадствует, но неожиданно появляется ещё один Фазовый командир и нападет на Оперативника, однако тому снова удается победить. Освободив Джин, они вместе бегут к шатлам. Новое землетрясение разрушило конструкцию башни, основание которой падало прямо на Оперативника, но в последний момент Феттел оттолкнул его в сторону при помощи телекинеза.
Когда Оперативник приходит в себя уже в воздухе, Феттел продолжал убеждать его, что они не враги, что они родня и у них одна цель. Тут на связь выходит Джин и говорит, что телепатия Альмы высасывает энергию с шатлов. Тут же шатлы терпят крушение на железнодорожном мосту. Оперативник выбирается из-под обломков и поднимается на трассу, где снова вступает в бой с остатками сил «Армахема» и Реплики. Одолев их и перебравшись на другую сторону моста, Оперативник сталкивается с новыми порождениями Альмы — черными тварями, похожими на оборотней. С трудом добравшись до берега, братья видят, как черные оборотни нападают на солдат «Армахема». Оперативник с боями прорывается к Беккету, который очень нужен «Армахему» и поэтому его собираются эвакуировать. Впервые за долгое время, Оперативник вновь встречает полицейскую охрану АТС. После долгих боев он, наконец-то, пробивается к Беккету, который, подвергаясь галлюцинациям, находился в камере, похожей на КТП. Увидев Оперативника, он впадает в ярость, потому что догадывается, кто перед ним. Феттел вселяется в Беккета, который, благодаря своим телепатическим способностям, оказывается способен вернуть себе неполный контроль над телом, но ненадолго. Копаясь в его воспоминаниях, Феттел понимает, почему Альма выбрала Беккета. Сам Беккет, устав сопротивляться, взрывается под воздействием Феттела. Затем братья идут в особняк, в котором выросли, чтобы покончить с воспоминаниями о кошмарном детстве, но там они сталкиваются с призрачным воплощением Харлана Уэйда, который появляется в облике Первичного. Оперативник, попутно отбиваясь от монстра, по кускам уничтожает свои воспоминания, а затем и самого Уэйда. Братья воссоединяются с матерью. Теперь вопрос в том, кого выберет Альма в качестве любимчика. Оперативник и Феттел ожидают, сидя на кроватях, в комнате, где они выросли. Феттел, услышав крики Альмы, говорит, что пора идти. Оперативник идёт за ним и видит рожающую Альму. Феттел говорит ему, что они должны поглотить тело, дабы впитать силу и получить бессмертие, на что получил отказ — Оперативник направляет пистолет на беременный живот. Феттел пытается образумить его, говорит, что семья — это главное, и приказы Ф.Е.А.Р. выполнять бессмысленно. Но Оперативник, как и раньше, не слушает его.
- Победа Оперативника — Феттел в ярости из-за того, что брат хочет убить младенца, нападает на него, но Оперативник успевает выстрелить ему в голову (в то место, куда он выстрелил ранее), и Феттел растворяется в воздухе со словами «До этого можно было не доводить, брат. Мы могли бы стать богами». Далее Оперативник подходит к Альме, наставив на неё пистолет, но тут же слышит крик младенца. Взяв его на руки, он видит, как Альма исчезает. После этого Оперативник, прижав младенца к груди, уходит. На связь выходит Джин Сун-Квон и сообщает, что Оперативник всех спас.
- Победа Феттела — Феттел нападает на брата и вселяется в него, поглощая его личность и сознание и становясь с ним навечно одним целым существом. Через некоторое время он просыпается со словами «До этого можно было не доводить, брат». Далее он подходит к Альме, достаёт из её чрева младенца, и говорит, что она может не бояться, так как он давно это планировал, и ребёнок может послужить ему. Однако осталось лишь забрать то, что есть у матери, и, издав звериный рык, Феттел набрасывается на Альму, яростно разрывая её тело на куски, и съедает её.

После титров следуют воспоминания о том, как Оперативника и Феттела разделили в детстве, и как Феттел в ярости убил нескольких охранников. Оставшись один, он начал сходить с ума, но «синхронизация» с Альмой вернула ему цель. Феттел произносит: «Они все заслужили смерти!» (то же самое он говорит в самом начале оригинальной игры F.E.A.R.), и на этом игра кончается.

## Движок и графика
В игре используется доработанная версия абсолютно нового для серии игр F.E.A.R. движка — Despair, который является собственной разработкой компании Day 1 Studios и впервые был использован в шутере Fracture 2008 года выпуска. Игра поддерживает DirectX 11, а также имеет хорошую и развитую физическую часть для своего размера (всего 1,67 Гб на ресурсы).
Визуально режим DirectX 11 практически не отличается от режима DirectX 9.0c, кроме того, что в DX11 доступно сглаживание (FXAA, X2, X4). И несмотря на таковую поддержку DirectX 11 игрой, то в действительности она запускается вполне и на DirectX 10 видеокартах, так как не требует полноценной поддержки 11 в железе видеокарты из-за (уровня функций) feature level 10.

## Системные требования
Системные требования:
|                        | Минимальные                                    | Рекомендуемые                               | Идеальные                                   |
| ---------------------- | ---------------------------------------------- | ------------------------------------------- | ------------------------------------------- |
| Операционная система   | Windows 7, Windows 7 SP 1, Windows XP SP3      | Windows 7, Windows 7 SP 1, Windows XP SP3   | Windows 7, Windows 7 SP 1, Windows XP SP3   |
| Процессор              | Core 2 Duo 2.4 ГГц или Athlon X2 4800+ 2.5 ГГц | Core 2 Duo 2.6 ГГц или Athlon 64 X2 3.0 ГГц | Core 2 Duo 3.0 ГГц или Phenom II X2 3.0 ГГц |
| Оперативная память     | 1,5 ГБ RAM                                     | 2 ГБ RAM                                    | 2 ГБ RAM                                    |
| Видеокарта NVIDIA      | GeForce 8800 GT 512 МБ                         | GeForce GTX 280                             | GeForce GTX 460 1 ГБ                        |
| Видеокарта AMD         | Radeon HD 3850 512 МБ                          | Radeon HD 4890                              | Radeon HD 5830                              |
| Свободное место на HDD | 10 Гб                                          | 10 Гб                                       | 10 Гб                                       |
| Звуковая плата         | DirectX 9.0c                                   | DirectX 9.0c                                | DirectX 9.0c                                |

Игра F.E.A.R. 3 лояльно относится к мощности центрального процессора, достаточно обычного двухъядерного процессора на частоте 2.6 — 3.0 ГГц, но предъявляет достаточно высокие требования к мощности графической системы.

## История разработки

### Сведения до официального анонса
В середине ноября 2009 года в Интернет попал список издателя Warner Bros., в котором были указаны игры, запланированные к выходу в 2010 году. В этом списке присутствовал F.E.A.R. 3, дата выхода была назначена на осень 2010 года.
23 марта 2010 года на форумах NeoGAF был опубликован концепт-арт из неизвестного испанского журнала, на котором были изображены двое мужчин и Альма на фоне ядерного взрыва. Данный концепт-арт принадлежал третьей части серии F.E.A.R. и был подписан «F.3.A.R.». Сообщалось, что «F.3.A.R.» является официальным названием третьей игры в серии и что официальный анонс состоится в апреле.

### Официальный анонс
8 апреля 2010 года игра «F.E.A.R. 3» была официально анонсирована. Было объявлено о разработчике, издателе, дате выхода, основе геймплея и сюжета, а также другие сведения. Вместе с анонсом был представлен тизер-трейлер к игре, выполненный в стиле live action. Целевыми платформами были объявлены персональные компьютеры, игровые консоли Xbox 360 и PlayStation 3.
Во время анонса было сообщено, что в работе над игрой примут участие кинорежиссёр Джон Карпентер (англ. John Carpenter), снявший такие фильмы, как «Нечто», «Хэллоуин», «Деревня проклятых», «Побег из Нью-Йорка» и другие, а также писатель Стив Найлс (англ. Steve Niles), известный по хоррор-комиксам «30 Days of Night» («30 дней ночи»).
Согласно анонсу, основным разработчиком «F.E.A.R. 3» является студия Day 1 Studios, которая ранее занималась портированием предыдущих игр серии F.E.A.R. на игровые консоли. Monolith Productions, разработчик первой и второй части серии, оказывает помощь и содействие в разработке «F.E.A.R. 3». «Monolith Productions передала эстафету Day 1 Studios для создания качественной, мощной игры, которая остается верна корням F.E.A.R., но поднимет серию на совершенно новый уровень», — заявил по этому поводу Мартин Трембле (англ. Martin Tremblay), президент Warner Bros. Interactive Entertainment.
В трейлере была показана Альма, главный противник во всех играх серии, Пакстон Феттел и Point Man — протагонист первой части. В трейлере впервые за серию было показано лицо протагониста. Причём оно совпало с лицом, показанным на концепт-арте, опубликованном в конце марта. Трейлер был выполнен в стиле live action (живая съёмка с участием реальных актёров), но присутствовали небольшие кратковременные вставки геймплейного видео из игры. В трейлере показана взрослая Альма, рожающая сына от Майкла Беккета, протагониста второй игры серии. Параллельно этому Point Man совместно с Пакстоном Феттелем расстреливают солдат «Армахем Технолоджи».

### Дальнейшие сведения
16 апреля 2010 года в выпуске игрового журнала Game Informer содержались новые детали об игре касательно сюжета и геймплея.
18 мая 2010 года на сайте Eurogamer был опубликован новый трейлер к игре под названием «Point Man». Трейлер содержал как съёмки с живыми актёрами, так и нарезки геймплейного видео из игры. Трейлер демонстрировал эффективность, которой могут достичь в бою Пойнтмен совместно с Феттелем, если они объединят свои способности в борьбе против общего врага.
28 мая 2010 года был опубликован следующий, третий по счёту трейлер игры, который так же, как и предыдущие два, содержал нарезку из живого (live-action) видео и фрагментов геймплея. Тогда как предыдущий трейлер был посвящён персонажу Пойнтмен, то этот сконцентрирован на Пакстоне Феттеле. Одновременно с трейлером был выпущен десяток скриншотов и концепт-артов игры.
5 июня 2010 года на сайте GameTrailers был опубликован четвёртый трейлер игры. В отличие от первых трёх, в этом трейлере не присутствовали сцены с живыми актёрами, — весь трейлер представлял собой нарезку фрагментов геймплея с участием двух протагонистов игры.
2 июля 2010 года на форуме fearfans.com сотрудники Day 1 Studios заявили, что «F.E.A.R. 3» будет использовать игровой движок «Despair», а не «Lithtech Jupiter Extended» разработки Monolith Productions, который использовался во всех играх серии «F.E.A.R.». «Despair» является собственной разработкой компании Day 1 Studios и впервые был использован в шутере Fracture 2008 года выпуска.
17 августа 2010 года издательство Warner Bros. Interactive Entertainment перенесло релиз игры с зимы 2010 года на весну 2011 года.
28 октября 2010 года Warner Bros. Interactive Entertainment официально объявила точную даты выхода игры — 22 марта 2011 года для всех целевых платформ на территории США. Также были объявлены бонусы для оформивших предварительный заказ на игру. Но в назначенные сроки игра не вышла и дата выхода по необъяснимым причина была отодвинута на май.
27 апреля 2011 года Warner Bros. Interactive Entertainment официально подтвердили, что дата выхода игры переносится с мая на июнь 2011 год, 24 июня на территории США, 27 июня в Великобритании. По словам сотрудников Warner Bros. Interactive Entertainment разработчикам необходимо ещё немного времени для улучшения качества и оптимизации игры. 

## Оценка критиков
| Сводный рейтинг       | Сводный рейтинг                           |
| Агрегатор             | Оценка                                    |
| --------------------- | ----------------------------------------- |
| GameRankings          | (PS3) 76,23 % (X360) 75,83 % (ПК) 74,55 % |
| Metacritic            | (X360) 75/100 (PS3) 74/100 (PC) 74/100    |
| Русскоязычные издания |                                           |
| Издание               | Оценка                                    |
| «PC Игры»             | 8,0 / 10                                  |
| PlayGround.ru         | 7,9/10                                    |

PC Игры: «F.E.A.R. 3 вряд ли сможет вас напугать. Но, несмотря на ряд очевидных недостатков, это отличный шутер, который становится ещё лучше в кооперативном режиме. F.E.A.R. 3 — как раз тот случай, когда сильный геймплей вытягивает на себе и среднюю графику, и слабый сюжет, и не лучший в мире дизайн уровней.»
Летом 2018 года, благодаря уязвимости в защите Steam Web API, стало известно, что точное количество пользователей сервиса Steam, которые играли в игру хотя бы один раз, составляет 1 096 875 человек.